# Eugène Onéguine
Pour les articles homonymes, voir Eugène Onéguine (homonymie).

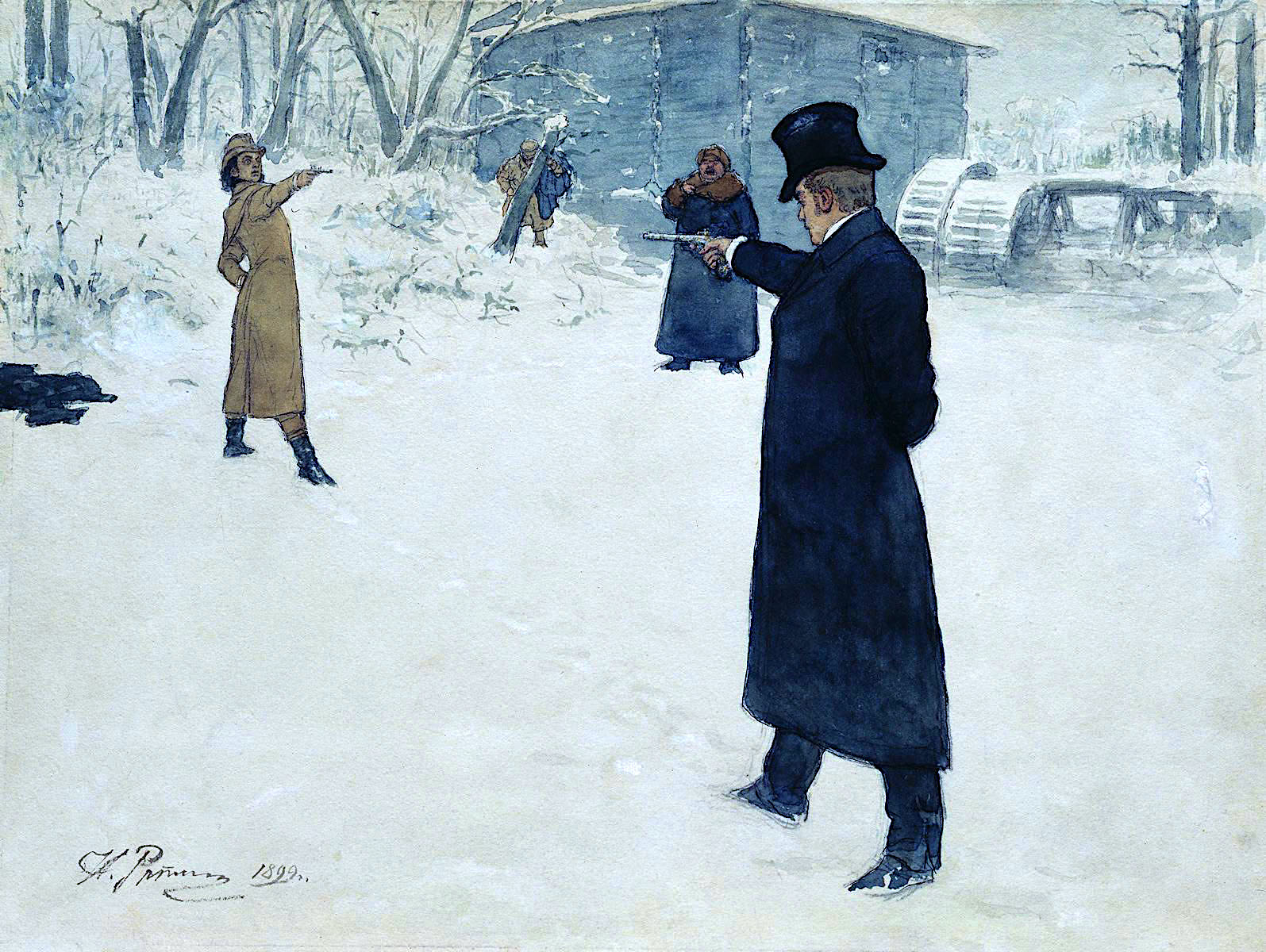
Duel d'Onéguine et de Lensky par Ilia Répine, aquarelle, Musée russe, Saint-Pétersbourg (1899).

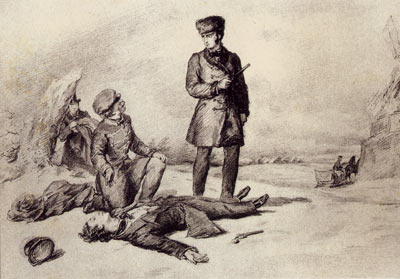
Le duel au pistolet entre Onéguine et Lenski.

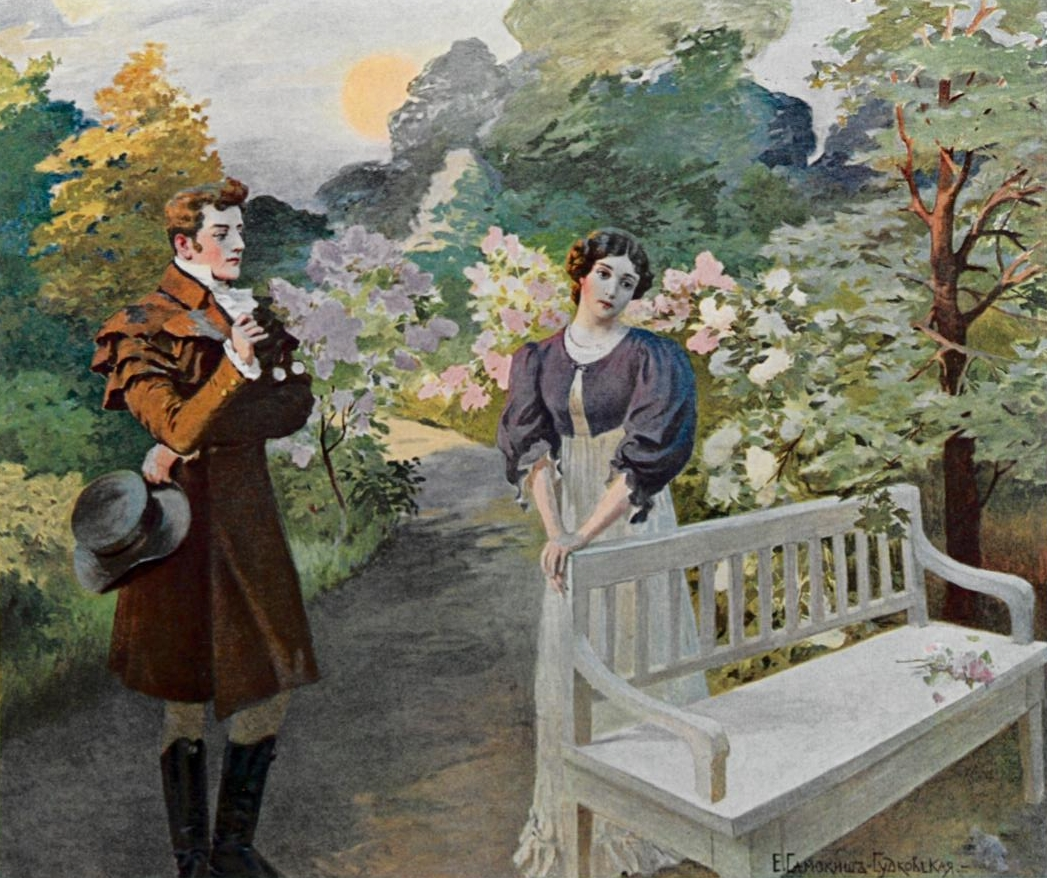
Onéguine et Tatiana, illustration d'Elena Samokich-Soudkovskaïa (1908).

Eugène Onéguine ou Oniéguine (en russe : Евгений Онегин ; en orthographe précédant la réforme de 1917-1918 : Евгеній Онѣгинъ) est un roman en vers d'Alexandre Pouchkine. Composé entre 1821 et 1831, le roman a d'abord été publié chapitre par chapitre. Le roman se compose de 5 523 tétramètres iambiques.

## Composition
Eugène Onéguine a été composé sur huit années, de 1823 à 1831. L'œuvre paraît d'abord par chapitre à partir de février 1825 jusqu'en janvier 1832. La seconde parution complète des huit chapitres a lieu en mars 1833, puis une troisième édition en janvier 1837, un mois avant le duel fatal de Pouchkine.
Pouchkine s'est inspiré des nombreux séjours (1824-1826) qu'il fit à Trigorskoïe pour décrire l'atmosphère romantique d'une demeure campagnarde seigneuriale dans la Russie de l'époque.

## Résumé

### Chapitre 1
Eugène Onéguine est un jeune dandy pétersbourgeois, fils d'un père qui se ruine pour maintenir un train de vie dispendieux. Oisif, blasé, il a le sentiment d'avoir fait le tour des choses, et éprouve un profond spleen. À la mort de son père, il abandonne tout aux créanciers. S'étant libéré de ses soucis financiers pétersbourgeois, il profite de l'héritage de son oncle et se retire à la campagne. Mais les charmes de la vie campagnarde n'éveillent son intérêt que quelques jours.

### Chapitre 2
Installé dans le vieux manoir de son oncle, un fieffé ivrogne, Onéguine démontre quelques velléités réformatrices, en remplaçant la corvée par l'impôt, ce qui réjouit ses paysans, mais surprend et inquiète son voisinage. Il fuit alors leur compagnie et passe pour un révolutionnaire rustre et sans éducation.
Quelque temps plus tard, un nouveau propriétaire, Vladimir Lenski, vient s'installer dans la région. C'est un très beau parti : le jeune homme est séduisant, et son héritage semble intéressant. Lenski rentre de Göttingen. Idéaliste et poète, il est féru de culture allemande. Kantien de philosophie, il apprécie Goethe et Schiller. Onéguine, qui souffre d'isolement social, se lie peu à peu d'amitié avec son nouveau voisin.
À l'occasion de leurs discussions, Lenski confesse à Onéguine son amour passionné et très romantique pour une jeune voisine, Olga Larine. Or, la jeune fille a une sœur aînée, Tatiana, un prénom dont Pouchkine remarque que c'est la première apparition dans un roman,. L'aînée, qui n'a pas le charme suave de la cadette, est une jeune fille plutôt réservée et secrète. Passionnée de littérature sentimentale, elle dévore Julie ou la Nouvelle Héloïse et Paméla ou la Vertu récompensée. C'est une passion que partage leur mère, mariée à Dimitri Larine, un homme pour lequel elle n'a pas grande affection : elle y trouve un substitut à la passion amoureuse qu'elle n'a jamais connue. Au bonheur impossible, elle a substitué l'habitude. Mais le mari – homme simple et totalement indifférent aux passions littéraires de son épouse et de sa fille, et que sa femme a appris à mener par le bout du nez, finit par mourir. Le chapitre se termine par la visite de Lenski au cimetière où sont enterrés ses parents et sur la tombe de Dimitri Larine, pour qui – en bon poète – il compose un madrigal.

### Chapitre 3
Lenski entraîne Onéguine chez les Larine, dont il compte épouser la fille cadette, Olga.
La sœur aînée d'Olga, Tatiana, tombe amoureuse d'Onéguine au premier regard. Brûlant d'un premier amour, elle lui écrit le soir même une longue lettre enflammée. Au matin, à peine apaisée, elle persuade sa nourrice, avec qui elle partage tous ses secrets, de faire porter la missive à « O. » par son petit-fils.

### Chapitre 4
Mais Eugène l'éconduit au motif qu'il ne serait pas capable de la rendre heureuse.
Quelque temps plus tard, Vladimir insiste pour qu'Eugène assiste au bal donné à l'occasion de l'anniversaire de Tatiana. S'ennuyant, Eugène décide de se venger en jouant les séducteurs auprès d'Olga qui rentre dans le jeu, au grand désespoir de Vladimir. Celui-ci, se sentant trahi, demande réparation.
Le duel au pistolet a lieu le lendemain à l'aurore. Onéguine tue Lenski, regrettant aussitôt cette mort absurde. Il quitte ensuite la campagne, où il ne peut plus rester.
Tatiana se consume toujours d'amour pour Eugène. Elle visite la maison qu'il a abandonnée et y découvre ses livres et d'autres objets personnels. Finalement, sa mère décide de l'entraîner à Moscou pour lui trouver un mari. Mais c'est avec regret que Tatiana quitte la campagne. 
Quelques années plus tard, Eugène, de retour de voyage, se rend à une réception. Il y retrouve Tatiana, qui a épousé un vieux général, et se rend compte qu'il a commis une énorme erreur en la repoussant. Il tombe malade d'amour, envoyant lettre sur lettre à sa bien-aimée, sans jamais recevoir de réponse. Eugène finit par se rendre chez Tatiana et la surprend en train de verser des larmes sur sa dernière missive. Elle lui dit alors qu'elle l'aime toujours, mais qu'elle restera fidèle à son mari.

## Traductions
Parmi les nombreuses traductions en français figure celle d'André Markowicz, qui respecte rigoureusement la forme de ce roman en vers et donne toutes les étapes de la composition de l'œuvre et en traduit les variantes.
A noter également la traduction de Nata Minor, elle aussi rimée et récompensée du prix Nelly Sachs en 1991.
Vladimir Nabokov a réalisé une traduction vers à vers de l'œuvre, en anglais. Ses abondants commentaires sont une source intéressante pour l'analyse de l'œuvre.
Il est a noter que Jacques Chirac, ancien Président de la République française, a effectué dans sa jeunesse une traduction française de cette œuvre,,. Elle n'a encore jamais été publiée.

## Adaptations

### Opéra
En 1879, Piotr Ilitch Tchaïkovski en tira l'opéra Eugène Onéguine.

### Musique de scène
Eugène Onéguine est une musique de scène composée par Serge Prokofiev en 1936, inspirée également de l'œuvre de Pouchkine.

### Ballet
Le chorégraphe John Cranko a créé en 1965 un ballet en trois actes adapté du roman de Pouchkine sur une musique de Tchaïkovski, arrangée par Karl-Heinz Stolze. Le ballet Eugène Onéguine (en) est entré au répertoire de l'Opéra de Paris en 2009.
Sur une musique de Lera Auerbach, le chorégraphe et directeur des ballets de Hambourg, John Neumeier a adapté le roman de Pouchkine sous le nom de Tatiana. Ce ballet est entré au répertoire de l'Opéra de Hambourg en 2014. La première eut lieu le 29 juin 2014 avec Hélène Bouchet dans le rôle de Tatiana.

### Cinéma
- 1911 : Eugène Onéguine (Yevgeni Onegin) de Vassili Gontcharov
- 1999 : Onegin de Martha Fiennes
- 2024 : Onéguine de Sarik Andreasyan

### Théâtre
En 2010, Michel Ponte réalise Barricades mystérieuses, première adaptation théâtrale du roman de Pouchkine et de l’opéra de Tchaïkovski.
En 2019, Jean Bellorini met en scène une adaptation du roman de Pouchkine traduit par André Markowicz au théâtre Gérard-Philipe (Saint-Denis).

### Littérature
Songe à la douceur de Clémentine Beauvais (publié aux éditions Sarbacane en 2016) est un roman en vers libres inspiré d'Eugène Onéguine.